# グルコバニリン
グルコバニリン(Glucovanillin)またはバニロシド(vanilloside)は、バニラビーンズで見られる化合物である。化学的には、グルコースとバニリンからなるグルコシドである。特に緑色のバニラビーンズに多く含まれ、熟すにつれて、β-グルコシダーゼの作用により加水分解され、バニラの香りや味の主成分となるバニリンを遊離する。バニラ製造の過程で熟成を行う際に、バニリンは、グルコバニリンからさらに放出される。
グルコバニリンは、弱い抗生物質活性を持ち、より強い抗生物質開発のリード化合物としても用いられる。